# مارتن غيلبرت بارو
مارتن غيلبرت بارو (بالإنجليزية: Martin Gilbert Barrow)‏ هو قاضي صلح ‏ بريطاني، ولد في 10 مارس 1944 في لانكستر في المملكة المتحدة.